# Đớp ruồi lam lùn
Đớp ruồi lam lùn, tên khoa học Ficedula hodgsoni, là một loài chim trong họ Muscicapidae.